# 부천소사경찰서
부천소사경찰서(富川素沙警察署, Bucheon Sosa Police Station)는 경기도남부경찰청이 관할하는 경찰서 중 하나이다. 경기도 부천시 남부 지역 일원을 관할한다. 경기도 부천시 소사구 부광로 24(옥길동)793-4에 위치하고 있다.
서장은 총경으로 보한다.

## 연혁
- 1982년 4월 30일: 부천경찰서 개서
- 1996년 6월 29일: 부천남부경찰서로 변경
- 2010년 7월 23일: 부천소사경찰서로 변경
- 2022년 8월 26일: 옥길동으로 이전

## 기본 정보
- 주소: 경기도 부천시 소사구 부광로 24 (옥길동)
- 우편번호: 14734

## 관할 파출소 및 지구대
부천소사경찰서는 3개의 지구대를 산하에 두고 있다.
| 명칭       | 사진 | 주소                  | 관할구역                                         | 치안센터                  |
| ---------- | ---- | --------------------- | ------------------------------------------------ | ------------------------- |
| 송내지구대 |      | 성주로 147 (송내동)   | 심곡본1동, 송내1·2동                             | 심일치안센터 송일치안센터 |
| 소사지구대 |      | 경인로 363 (소사본동) | 심곡본동, 소사본1·2·3동                          | 소삼치안센터              |
| 범박지구대 |      | 범안로 131 (범박동)   | 괴안동, 역곡동, 범박동, 계수동 일부, 옥길동 일부 | 역삼치안센터              |

## 사건 사고
- 부천경찰서 성고문 사건

## 같이 보기
- 경기도남부지방경찰청